# Саудаде
Саудаде (на португалски: saudade, произнася се [sɐ.uˈdaðɨ]) е понятие от португалския и галисийския език, което описва чувство на носталгия по нещо или някого, което е било обект на нечия любов, но е вече безвъзвратно загубено. То често носи фаталистки нотки, а също така и съдържа репресираното знание, че обектът на копнежа никога няма да се появи отново.

А. Ф. Бел описва саудаде в своята книга „В Португалия“ (In Portugal) по следния начин: 
| „ | Известното саудаде на португалците е смътно и постоянно желание за нещо, което не съществува и вероятно не би могло да съществува, за нещо различно от настоящето, обръщане към миналото или към бъдещето; не несъгласие или остра мъка, а сладка, вяла, мечтателна тъга. | “ |

По-силната форма на саудаде може да бъде почувствана към хора и неща, чиито координати не са установени. Примери за това могат да бъдат бивш любовник или член на семейството, който е изчезнал.
Саудаде често е описвано като „любовта, която остава“ след като някой си отиде. То е споменът за чувствата, преживяванията, местата или събитията, които са донесли емоционални вълнения, удоволствие и благосъстояние, и този спомен задейства човешките сетива отново. То може да се опише и като празнотата, която липсата на любим човек създава, когато съществува индивидуална нужда и/или желание той да присъства в определен момент на определено място.
В Бразилия денят на саудаде се отбелязва официално на 30 януари.